# Nati nel 1962/Ottobre
| Questa pagina contiene informazioni ricavate automaticamente dalle voci biografiche con l'ausilio del template Bio e di un bot. L'aggiornamento è periodico e automatico e ricostruisce completamente la pagina. Se manca una persona in questa lista, sei pregato di non aggiungerla, ma accertati piuttosto che la sua voce biografica contenga il template Bio e che i dati anagrafici siano correttamente compilati. Se il template Bio manca, inseriscilo tu stesso o, in alternativa, metti l'avviso {{tmp\|Bio}} che ne segnala la mancanza. Se i dati riportati sono sbagliati, correggi direttamente la voce biografica; le modifiche saranno visibili in questa lista entro pochi giorni. Per chiarimenti vedi il progetto biografie. La lista contiene solo le 294 persone che sono citate nell'enciclopedia e per le quali è stato implementato correttamente il template Bio. Pagina aggiornata al 18 ago 2025. |

- 1º ottobre - Fernando Albán Salazar, politico, attivista e avvocato colombiano († 2018)
- 1º ottobre - Nicola Coppola, allenatore di calcio e ex calciatore italiano
- 1º ottobre - Hakeem Kae-Kazim, attore nigeriano
- 1º ottobre - Paul Kostabi, pittore, musicista e produttore discografico statunitense
- 1º ottobre - Juana Molina, cantautrice e attrice argentina
- 1º ottobre - Esai Morales, attore statunitense
- 1º ottobre - Gianluca Nani, dirigente sportivo italiano
- 1º ottobre - Paul Walsh, ex calciatore inglese
- 2 ottobre - Jeff Bennett, doppiatore statunitense
- 2 ottobre - Jeff Campbell, ex pallanuotista statunitense
- 2 ottobre - Jim Hoffmann, hockeista su ghiaccio canadese († 2024)
- 2 ottobre - Brian Holm, dirigente sportivo, ex ciclista su strada e pistard danese
- 2 ottobre - Russ Irwin, tastierista, chitarrista e cantante statunitense
- 2 ottobre - Joe Lara, attore, musicista e artista marziale statunitense († 2021)
- 2 ottobre - Mark Rypien, ex giocatore di football americano canadese
- 2 ottobre - Fredi Walker, attrice e cantante statunitense
- 2 ottobre - Bebi Dol, cantante serba
- 3 ottobre - Marco Forieri, musicista e editore musicale italiano
- 3 ottobre - Juraj Jarábek, allenatore di calcio e ex calciatore slovacco
- 3 ottobre - Kim Ki-taik, ex tennistavolista sudcoreano
- 3 ottobre - Tommy Lee, batterista e musicista statunitense
- 3 ottobre - Cándida Montilla Espinal, psicologa dominicana
- 3 ottobre - Vittorio Remino, bassista italiano
- 3 ottobre - Simon Scarrow, scrittore britannico
- 3 ottobre - Frédéric Schoendoerffer, regista, sceneggiatore e produttore cinematografico francese
- 3 ottobre - Franz Schuler, biatleta e fondista austriaco
- 3 ottobre - Lars Windfeld, dirigente sportivo e ex calciatore danese
- 4 ottobre - Bruno Castlunger, ex sciatore alpino italiano
- 4 ottobre - Francesca Cilluffo, notaia e politica italiana
- 4 ottobre - Tullio Cortinovis, ex ciclista su strada italiano
- 4 ottobre - Donatella Fanfani, doppiatrice e direttrice del doppiaggio italiana
- 4 ottobre - Stefania Felicioli, attrice teatrale e regista teatrale italiana
- 4 ottobre - Francisco Javier Iruarrizaga, ex calciatore spagnolo
- 4 ottobre - Marc Minkowski, direttore d'orchestra e fagottista francese
- 4 ottobre - Mike Norris, attore, produttore cinematografico e sceneggiatore statunitense
- 4 ottobre - Tim Palmer, tastierista, produttore discografico e tecnico del suono britannico
- 4 ottobre - Ángel Pedraza, allenatore di calcio e calciatore spagnolo († 2011)
- 4 ottobre - Jean-Luc Sassus, calciatore francese († 2015)
- 4 ottobre - Ivan Verberckt, ex cestista belga
- 4 ottobre - José Couceiro, allenatore di calcio e ex calciatore portoghese
- 5 ottobre - Michael Andretti, ex pilota automobilistico statunitense
- 5 ottobre - Alfredo Castro, ex calciatore portoghese
- 5 ottobre - Mike Conley, ex triplista e lunghista statunitense
- 5 ottobre - Kevin Hitchcock, allenatore di calcio e ex calciatore inglese
- 5 ottobre - Wole Odegbami, ex calciatore nigeriano
- 5 ottobre - Juvenal Olmos, allenatore di calcio e ex calciatore cileno
- 5 ottobre - Narciso Rodríguez, ex calciatore spagnolo
- 5 ottobre - Jorge Villazán, ex calciatore uruguaiano
- 6 ottobre - David Baker, biochimico statunitense
- 6 ottobre - Flavio Chesini, ex ciclista su strada italiano
- 6 ottobre - Sophie Duez, attrice e ex modella francese
- 6 ottobre - Mike Haight, ex giocatore di football americano statunitense
- 6 ottobre - Barbara Jatta, storica dell'arte e museologa italiana
- 6 ottobre - Júlia Pinheiro, conduttrice televisiva e scrittrice portoghese
- 6 ottobre - John Knoll, effettista statunitense
- 6 ottobre - Mykola Kudryc'kyj, calciatore ucraino († 1994)
- 6 ottobre - Casey Nicholaw, regista teatrale, coreografo e attore teatrale statunitense
- 6 ottobre - Antonella Polimeni, medica italiana
- 6 ottobre - Gesine Walther, ex velocista tedesca
- 6 ottobre - Giorgio Zanetti, attore, comico e cantante italiano
- 7 ottobre - Nico Claesen, allenatore di calcio e ex calciatore belga
- 7 ottobre - Bill Morneau, politico canadese
- 7 ottobre - Tom Rathman, ex giocatore di football americano e allenatore di football americano statunitense
- 8 ottobre - Uwe Bellmann, ex fondista tedesco
- 8 ottobre - Marco Bolis, allenatore di calcio e ex calciatore italiano
- 8 ottobre - Svetlana Černeva, ex tennista sovietica
- 8 ottobre - Walter Rauscher, storico austriaco
- 8 ottobre - Bruno Thiry, ex pilota di rally belga
- 9 ottobre - Roberto Bomprezzi, ex pentatleta italiano
- 9 ottobre - Shaun Brooks, ex calciatore inglese
- 9 ottobre - Jorge Burruchaga, allenatore di calcio, dirigente sportivo e ex calciatore argentino
- 9 ottobre - Peter Elliott, ex mezzofondista britannico
- 9 ottobre - Durs Grünbein, poeta, saggista e traduttore tedesco
- 9 ottobre - Peter Hewitt, regista britannico
- 9 ottobre - James Hyde, attore statunitense
- 9 ottobre - Paul Radisich, pilota automobilistico neozelandese
- 9 ottobre - Sergei Tchoban, architetto russo
- 9 ottobre - Feleti Teo, politico tuvaluano
- 9 ottobre - Giampaolo Zamberlan, ex cestista italiano
- 10 ottobre - Fahad Abdulrahman, ex calciatore emiratino
- 10 ottobre - Battistino Bonali, alpinista italiano († 1993)
- 10 ottobre - Takayuki Fujikawa, calciatore giapponese († 2018)
- 10 ottobre - Michael M. Gilday, ammiraglio statunitense
- 10 ottobre - Jean-Louis Hersin, ex cestista francese
- 10 ottobre - Mitsuhiro Kawamoto, ex calciatore giapponese
- 10 ottobre - Chalermpol Malakham, cantante thailandese
- 10 ottobre - Aurelio Pesoa Ribera, vescovo cattolico boliviano
- 10 ottobre - Rex Walheim, ex astronauta statunitense
- 11 ottobre - Pavel Černý, ex calciatore cecoslovacco
- 11 ottobre - Maria Grazia Cogoli, marciatrice italiana
- 11 ottobre - Joan Cusack, attrice, comica e sceneggiatrice statunitense
- 11 ottobre - Anne Enright, scrittrice irlandese
- 11 ottobre - Richard Paul Evans, scrittore statunitense
- 11 ottobre - Robert Felisiak, ex schermidore polacco
- 11 ottobre - Chuck Fleischmann, politico e avvocato statunitense
- 11 ottobre - Elisa Heinsohn, attrice, cantante e ballerina statunitense
- 11 ottobre - Leslie Landon, attrice e psicologa statunitense
- 11 ottobre - Gustavo Luza, ex tennista argentino
- 11 ottobre - Stefano Ricucci, imprenditore italiano
- 11 ottobre - Martin Wostenholme, ex tennista canadese
- 12 ottobre - Carlos Bernard, attore statunitense
- 12 ottobre - Anna Cinzia Bonfrisco, politica italiana
- 12 ottobre - Patrick Bosso, attore e regista francese
- 12 ottobre - Chris Botti, trombettista, compositore e attore statunitense
- 12 ottobre - Luca Carboni, cantautore e musicista italiano
- 12 ottobre - Branko Crvenkovski, politico macedone
- 12 ottobre - Bashkim Fino, politico albanese († 2021)
- 12 ottobre - Colton Ford, cantante e attore pornografico statunitense († 2025)
- 12 ottobre - Deborah Foreman, attrice statunitense
- 12 ottobre - Martin Horwood, politico britannico
- 12 ottobre - Corrado Lorefice, arcivescovo cattolico italiano
- 12 ottobre - Julio Fernando Navarro, astronomo argentino
- 12 ottobre - Margit Evelyn Newton, attrice italiana
- 12 ottobre - Aminata Touré, politica senegalese
- 12 ottobre - Voise Winters, ex cestista statunitense
- 13 ottobre - Harry Cody, chitarrista svedese
- 13 ottobre - Michael Good, ex astronauta statunitense
- 13 ottobre - Marcelo Ingaramo, ex tennista argentino
- 13 ottobre - T'Keyah Crystal Keymáh, attrice, comica e cantante statunitense
- 13 ottobre - Martial Le Minoux, doppiatore, direttore del doppiaggio e attore teatrale francese
- 13 ottobre - Valérie Létard, politica francese
- 13 ottobre - Thierry Magnaldi, ex pilota motociclistico e pilota di rally francese
- 13 ottobre - Margareth Menezes, cantante, attrice teatrale e politica brasiliana
- 13 ottobre - Kelly Preston, attrice e modella statunitense († 2020)
- 13 ottobre - Jerry Rice, ex giocatore di football americano statunitense
- 14 ottobre - Maurizio Conti, ex ciclista su strada italiano
- 14 ottobre - Jaan Ehlvest, scacchista estone
- 14 ottobre - Trevor Goddard, attore inglese († 2003)
- 14 ottobre - Giovanni Grasso, giornalista, scrittore e autore televisivo italiano
- 14 ottobre - Carlos Peralta, ex giocatore di calcio a 5 paraguaiano
- 14 ottobre - Shahar Perkiss, ex tennista israeliano
- 14 ottobre - Carl Thackery, mezzofondista e maratoneta britannico
- 15 ottobre - Morten Abel, cantante e musicista norvegese
- 15 ottobre - Alexandra Byrne, costumista britannica
- 15 ottobre - Stefano Casali, ex marciatore sammarinese
- 15 ottobre - Guy Georges, serial killer francese
- 15 ottobre - Simon Kunz, attore statunitense
- 15 ottobre - Gert-Uwe Mende, politico tedesco
- 15 ottobre - Mariella Mularoni, politica e insegnante sammarinese
- 16 ottobre - Manute Bol, cestista sudanese († 2010)
- 16 ottobre - Vicente Carrillo Fuentes, criminale messicano
- 16 ottobre - Dmitrij Chvorostovskij, baritono russo († 2017)
- 16 ottobre - Stephen Constantine, allenatore di calcio e ex calciatore inglese
- 16 ottobre - Flea, musicista e attore australiano
- 16 ottobre - Marieta Ilcu, ex lunghista rumena
- 16 ottobre - Lorenzo Livello, ex calciatore italiano
- 16 ottobre - Kenneth Lonergan, sceneggiatore, drammaturgo e regista statunitense
- 16 ottobre - Durga McBroom, cantautrice e attrice statunitense
- 16 ottobre - Tamara McKinney, ex sciatrice alpina statunitense
- 16 ottobre - Christian Stolte, attore statunitense
- 16 ottobre - Valter Vincenti, musicista, arrangiatore e polistrumentista italiano
- 17 ottobre - Juan Ávalos, ex giocatore di calcio a 5 argentino
- 17 ottobre - John Dorge, ex cestista e allenatore di pallacanestro australiano
- 17 ottobre - Tony Finnigan, ex calciatore inglese
- 17 ottobre - Paul Horan, vescovo cattolico e missionario irlandese
- 17 ottobre - Jay Humphries, ex cestista e allenatore di pallacanestro statunitense
- 17 ottobre - Mark Ibold, musicista statunitense
- 17 ottobre - Mike Judge, animatore, produttore televisivo e doppiatore statunitense
- 17 ottobre - Yvon Pouliquen, allenatore di calcio e ex calciatore francese
- 17 ottobre - Sabine Snauweaert, ex cestista belga
- 18 ottobre - António Fernandes, scacchista portoghese
- 18 ottobre - France Gagné, ex atleta paralimpico canadese
- 18 ottobre - Harriet Hageman, avvocato e politica statunitense
- 18 ottobre - Iris Hanika, scrittrice tedesca
- 18 ottobre - Young Kim, politica statunitense
- 18 ottobre - Craig A. Miller, tennista australiano († 2021)
- 18 ottobre - Vincent Spano, attore statunitense
- 18 ottobre - Enrico Terragnoli, musicista italiano
- 19 ottobre - Teddy Andreadis, tastierista statunitense
- 19 ottobre - Fabio Aselli, ex calciatore italiano
- 19 ottobre - James Mark Beckman, vescovo cattolico statunitense
- 19 ottobre - Ruud Brood, allenatore di calcio e ex calciatore olandese
- 19 ottobre - Valerij Brošin, allenatore di calcio e calciatore turkmeno († 2009)
- 19 ottobre - Tracy Chevalier, scrittrice statunitense
- 19 ottobre - Álvaro García Linera, politico boliviano
- 19 ottobre - Evander Holyfield, ex pugile statunitense
- 19 ottobre - Antonio Monda, scrittore, direttore artistico e conduttore televisivo italiano
- 19 ottobre - Guido Winterberg, ex ciclista su strada svizzero
- 20 ottobre - Ray Childress, ex giocatore di football americano statunitense
- 20 ottobre - Domenico Costanzo, regista, sceneggiatore e attore italiano
- 20 ottobre - David Mickey Evans, regista e sceneggiatore statunitense
- 20 ottobre - Jan Goessens, ex ciclista su strada belga
- 20 ottobre - Dado Moroni, pianista e compositore italiano
- 20 ottobre - Cinzia Oscar, cantante e attrice teatrale italiana
- 20 ottobre - Albert Roca, allenatore di calcio e ex calciatore spagnolo
- 20 ottobre - Guido Silvestri, patologo, immunologo e virologo italiano
- 20 ottobre - Fausto Tosi, ex sollevatore italiano
- 20 ottobre - Jens Veggerby, ex pistard e ciclista su strada danese
- 20 ottobre - Martín Yupanqui, ex calciatore peruviano
- 20 ottobre - Mohammed El Senussi, libico
- 21 ottobre - David Campese, ex rugbista a 15 australiano
- 21 ottobre - Sandro Cuomo, ex schermidore italiano
- 21 ottobre - Carla Gozzi, conduttrice televisiva, stilista e blogger italiana
- 21 ottobre - Manolo Hussein, allenatore di pallacanestro e dirigente sportivo spagnolo
- 21 ottobre - Miki Itō, doppiatrice giapponese
- 21 ottobre - Michele Mazzucato, astronomo italiano
- 21 ottobre - Anna Maria Mega, ex calciatrice e allenatrice di calcio italiana
- 21 ottobre - Petra Scharbach, attrice, modella e artista tedesca
- 21 ottobre - Pat Tiberi, politico statunitense
- 21 ottobre - Lee Weeks, fumettista statunitense
- 22 ottobre - Elena Cattaneo, farmacologa italiana
- 22 ottobre - Dave Leworthy, allenatore di calcio e ex calciatore inglese
- 22 ottobre - Claus-Steffen Mahnkopf, compositore e scrittore tedesco
- 22 ottobre - Oleg Makarov, ex pattinatore artistico su ghiaccio sovietico
- 22 ottobre - Bob Odenkirk, attore, comico e sceneggiatore statunitense
- 22 ottobre - Peter Vanvelthoven, politico belga
- 23 ottobre - Raúl Biord Castillo, arcivescovo cattolico venezuelano
- 23 ottobre - Stefano Colantuono, dirigente sportivo, allenatore di calcio e ex calciatore italiano
- 23 ottobre - Beatie Edney, attrice britannica
- 23 ottobre - Doug Flutie, ex giocatore di football americano statunitense
- 23 ottobre - Sarah Lucas, artista inglese
- 23 ottobre - Paola Nugnes, politica italiana
- 23 ottobre - Marcos Pavan, direttore di coro brasiliano
- 23 ottobre - Christo van Rensburg, ex tennista sudafricano
- 23 ottobre - Mike Tomczak, allenatore di football americano e ex giocatore di football americano statunitense
- 23 ottobre - Laurie Warder, ex tennista australiano
- 24 ottobre - Nujoom Al-Ghanem, poetessa e regista emiratina
- 24 ottobre - Abel Antón, ex maratoneta e mezzofondista spagnolo
- 24 ottobre - Jonathan Davies, rugbista a 13, rugbista a 15 e giornalista britannico
- 24 ottobre - Marco Durante, golfista italiano
- 24 ottobre - Rafael Latapia, allenatore di calcio e ex calciatore spagnolo
- 24 ottobre - Jay Novacek, ex giocatore di football americano statunitense
- 24 ottobre - Jan Rafn, ex calciatore norvegese
- 24 ottobre - Riccardo Rossi, attore, personaggio televisivo e comico italiano
- 24 ottobre - Giovanni Sollima, compositore e violoncellista italiano
- 24 ottobre - Guerrino Zanotti, politico sammarinese
- 25 ottobre - Fabio Bonifacci, sceneggiatore, scrittore e drammaturgo italiano
- 25 ottobre - Marino Di Resta, militare italiano († 1996)
- 25 ottobre - David Furnish, regista e produttore cinematografico canadese
- 25 ottobre - Steve Hodge, allenatore di calcio e ex calciatore inglese
- 25 ottobre - John Stollmeyer, ex calciatore statunitense
- 25 ottobre - Marit Söderström, ex velista svedese
- 25 ottobre - Darlene Vogel, attrice statunitense
- 25 ottobre - Antoine de Romanet de Beaune, vescovo cattolico francese
- 26 ottobre - Rill Baxter, ex tennista statunitense
- 26 ottobre - Amy Chua, avvocato e scrittrice statunitense
- 26 ottobre - Maria Grazia Cutuli, giornalista italiana († 2001)
- 26 ottobre - Cary Elwes, attore britannico
- 26 ottobre - Domenico Fortunato, attore e regista italiano
- 26 ottobre - Ralph Jackson, ex cestista statunitense
- 26 ottobre - Davo Karničar, alpinista e scialpinista sloveno († 2019)
- 26 ottobre - Dan Meagher, ex cestista canadese
- 26 ottobre - Busy Bee Starski, rapper statunitense
- 26 ottobre - Roberto Romano, ex hockeista su ghiaccio canadese
- 26 ottobre - Pasquale Ruju, fumettista, scrittore e doppiatore italiano
- 26 ottobre - Dean Spielmann, avvocato lussemburghese
- 26 ottobre - Wilbert Suvrijn, ex calciatore olandese
- 27 ottobre - Ang Peng Siong, ex nuotatore singaporiano
- 27 ottobre - Erik de Bruyn, regista e sceneggiatore olandese
- 27 ottobre - Jürgen Hartmann, allenatore di calcio e ex calciatore tedesco
- 27 ottobre - Jun'ichi Kanemaru, doppiatore e cantante giapponese
- 27 ottobre - Berto Martínez, ex calciatore spagnolo
- 27 ottobre - Stewart McKimmie, ex calciatore scozzese
- 27 ottobre - Sant Baljit Singh, filosofo indiano
- 27 ottobre - Ikkei Watanabe, attore giapponese
- 28 ottobre - Sylvia Albrecht, ex pattinatrice di velocità su ghiaccio tedesca
- 28 ottobre - An Dae-hyun, ex lottatore sudcoreano
- 28 ottobre - Luca Bonaffini, cantautore, scrittore e produttore discografico italiano
- 28 ottobre - Daniela Colace, cantautrice italiana
- 28 ottobre - Raffaele Dolfato, rugbista a 15 e imprenditore italiano († 1997)
- 28 ottobre - Liviu Dragnea, politico rumeno
- 28 ottobre - Christy Fichtner, modella statunitense
- 28 ottobre - Mercedes Lourdes Frias, politica italiana
- 28 ottobre - David Jeffrey, allenatore di calcio e ex calciatore nordirlandese
- 28 ottobre - Scotty Nguyen, giocatore di poker vietnamita
- 28 ottobre - Kenny Perry, ex cestista statunitense
- 28 ottobre - Brenda Taylor, ex canottiera canadese
- 28 ottobre - Erik Thorstvedt, ex calciatore e preparatore atletico norvegese
- 28 ottobre - Daphne Zuniga, attrice statunitense
- 29 ottobre - Sergio Carossio, ex rugbista a 15 e fisioterapista argentino
- 29 ottobre - Cassandra Crumpton, ex cestista statunitense
- 29 ottobre - Giampaolo Dianin, vescovo cattolico italiano
- 29 ottobre - René Pollesch, regista teatrale, scrittore e drammaturgo tedesco († 2024)
- 29 ottobre - Yahya Sinwar, politico e terrorista palestinese († 2024)
- 29 ottobre - Marioara Trașcă, ex canottiera rumena
- 30 ottobre - Colin Clarke, allenatore di calcio e ex calciatore nordirlandese
- 30 ottobre - Steve Evans, allenatore di calcio e ex calciatore scozzese
- 30 ottobre - Rex Harrington, ex ballerino, attore e personaggio televisivo canadese
- 30 ottobre - Stefan Kuntz, allenatore di calcio e ex calciatore tedesco
- 30 ottobre - Arnaud Montebourg, avvocato, imprenditore e politico francese
- 30 ottobre - Guntis Osis, ex bobbista sovietico
- 30 ottobre - Nicola Rao, giornalista e saggista italiano
- 30 ottobre - Kristina Wagner, attrice statunitense
- 31 ottobre - Ayda Aksel, attrice turca
- 31 ottobre - Bill Fralic, giocatore di football americano statunitense († 2018)
- 31 ottobre - Anna Geifman, scrittrice e storica statunitense
- 31 ottobre - Mari Jungstedt, giornalista e scrittrice svedese
- 31 ottobre - Karin Laukkannen, ex cestista svedese
- 31 ottobre - Mariana Nikolova, ex cestista bulgara
- 31 ottobre - Otto Placht, pittore ceco
- 31 ottobre - Raphael Rabello, chitarrista e compositore brasiliano († 1995)
- 31 ottobre - Ernst Reiter, ex biatleta tedesco occidentale
- 31 ottobre - Sandro Sangiorgi, giornalista e scrittore italiano
- 31 ottobre - Hiroshi Yamamoto, arciere giapponese